# ساغيس بابيلي
ساغيس بابيلي (بالفرنسية: Sagesse Babélé)‏ (مواليد 13 فبراير 1993) هو لاعب كرة قدم كونغولي في مركز وسط الملعب .

## روابط خارجية
- ساغيس بابيلي على موقع قاعدة بيانات كرة القدم.إي يو (الإنجليزية)
- ساغيس بابيلي على موقع ناشيونال فوتبول تيمز (الإنجليزية)
- ساغيس بابيلي على موقع Soccerway.com (الإنجليزية)